# Matt Force
Matt Force（1994年5月1日—），本名王晴俊，香港饒舌男歌手，撒野作風的骨幹成員之一。 2019年推出同名專輯《Matt Force》，獲得第八屆香港樂評選年度男歌手及年度新單位。藝名取材自喜歡的籃球明星Gerald Wallace的別名「G Force」，並在前面加上自己的英文名Matt。
Matt Force是香港獨立嘻哈廠牌Wildstyle的骨幹成員之一，和YoungQueenz在網絡上交流音樂而認識。在2011年聽到YoungQueenz、GrymeMan、Mike Waves的作品後決定加入Wildstyle。2019年參與LMF的「LMFXXYEAR」成立20週年企劃。

## 作品
- 2019年5月，推出同名專輯《Matt Force》[7]
- 2020年，微電影《無聲告別》飾演男主角賞金獵人[8]

## 獎項
- 2019年，第八屆香港樂評選年度男歌手《Matt Force》[9]
- 2019年，第八屆香港樂評選年度新單位[9]
- 2021年，第八屆《微電影「創+作」支援計劃（音樂篇）》專業組「最佳微電影男主角銅獎」[10]